# Automotrice Mat '24
Materieel 1924
Les automotrices Mat '24 (materieel 1924) des Nederlandse Spoorwegen (ex-Staatsspoorwegen) une série de 130 automotrices et 131 remorques mises en service de 1923 à 1931. Il s'agit du premier matériel roulant électrique fonctionnant sous le système d'électrification 1 500 V ainsi que des premiers véhicules de chemin de fer pour passagers intégralement construites en métal des Pays-Bas. Les dix remorques les plus anciennes avaient d'abord circulé comme voitures à voyageurs, tractées par des locomotives à vapeur.
Les automotrices sont mises hors service dans les années 1950 et transformées en véhicules de service, automotrices postales ou voitures ordinaires ; les remorques utilisées comme simple matériel tracté sont retirées au plus tard en 1972.
Plusieurs motrices et remorques sont préservées statiques ou en état de marche.

## Histoire

### Genèse
La ligne d'Amsterdam à Rotterdam surnommée « Oude lijn », premier chemin de fer aux Pays-Bas, accueille un trafic de plus en plus intense dans les années 1910, employant de grandes quantités de locomotives à vapeur qui peinent à soutenir les cadences horaires et consomment une grande quantité de charbon alors que le pays, également grande puissance maritime, ne dispose que de mines de houille dans le Limbourg.
La décision est prise d'électrifier la Oude Lijn, exploitée par les HSM sous la bannière NS mais la Première Guerre mondiale reporte le projet. Les Nederlandse Spoorwegen n'existent pas encore en temps qu'exploitant de chemin de fer mais les trois grandes compagnies privées Staatsspoorwegen (SS), Hollandsche IJzeren Spoorweg-Maatschappij (HSM) et Nederlandsche Centraal Spoorwegmaatschappij (NCS) (nl) se sont déjà rapprochées, créant en 1917 une association du nom de Nederlandse Spoorwegen qui ne deviendra la compagnie ferroviaire qu'en 1937 lorsque l’État rachète les actions restantes des compagnies privées. Le matériel roulant a été mis en commun en 1921.
En 1900, la Compagnie du chemin de fer électrique du Sud de la Hollande (nl) (ZHESM) est fondée afin de construire et exploiter un chemin de fer électrique reliant Rotterdam (Hofplein) à la Haye et Schéveningue et choisit un système d'électrification alternatif monophasé de 10 000 V (25 Hz) qui entre en fonction en 1908. À mi-chemin entre des tramways électriques et de véritables trains, les 23 automotrices et 9 remorques à caisse en bois ne convainquent pas les ingénieurs qui sont à la recherche d'une technologie capable de générer de grandes puissances en employant un équipement de traction éprouvé déjà utilisé à l'étranger. Le choix se porte finalement sur le 1 500 V continu qui est notamment utilisé en France et par certains tramways locaux dans le reste de l'Europe. Seul point commun avec les automotrices ZHESM, il s'agit de motrices électriques et de remorques à bogies, capables d'être découplées.

### Mise au point

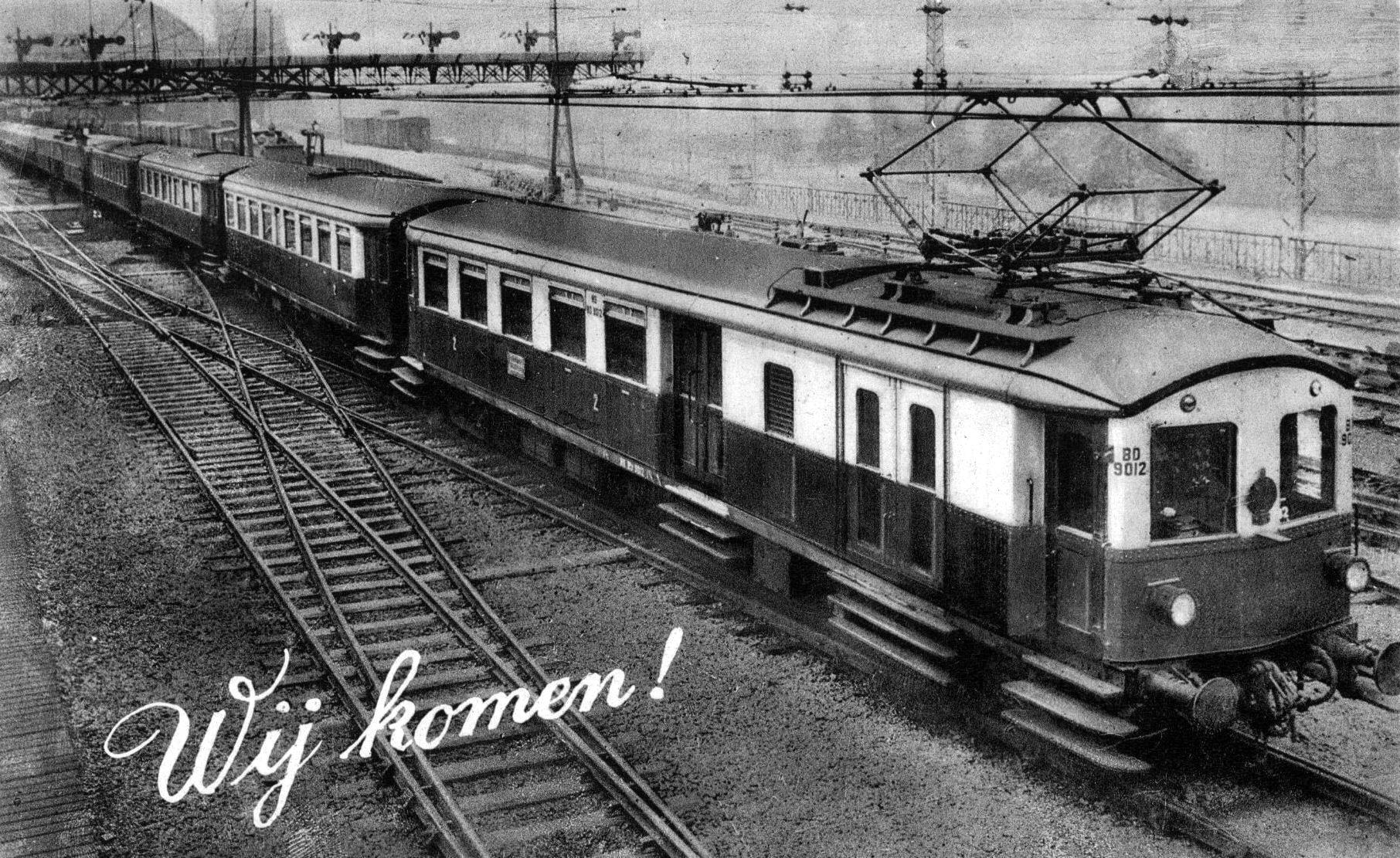
Deux rames de cinq Blokkendoos au début de leur carrière.

Le nouveau matériel pour trains-blocs électriques reprend la disposition de voitures à couloir central pour trains directs, envisagées par la HSM en 1916 dans le cadre d'un programme de matériel roulant unifié mais jamais produites. Afin de garantir un temps de montée et de descente optimal en gare, elles avaient des portes doubles à leurs extrémités, une solution qui pouvait sembler moins pratique que l'emploi d'une multitude de portes latérales mais éliminait la pénible tâche de refermer à la main chaque portière. Pour les nouvelles automotrices, le cahier des charges impose une caisse entièrement métallique — une première aux Pays-Bas — apte à résister aux chocs, ce qui est d'autant plus nécessaire en raison de l'absence d'une locomotive en tête pour amortir les chocs... et des risques encourus en cas de collision avec une autre locomotive à vapeur.
À titre d'essai les Bd 7501-7510, 10 voitures de deuxième classe préfigurant les Blokkendoos, sont commandées en 1922 et livrées à partir de 1923. Elles sont engagées sur des express Amsterdam - Maastricht mais aussi vers Paris et Bruxelles avant de se fondre dans l'effectif des remorques en 1926.
La disposition, les dimensions et l'aménagement des dix voitures de 1923 servent de modèle pour la conception de la caisse des automotrices de première génération avec une construction en acier riveté, sauf le toit à structure en bois, avec une intercirculation par soufflets permettant de traverser toute la rame ; les toilettes sont disposées au centre (lorsqu'il y en a) et les banquettes de deuxième classe sont en disposition 2+2, 2+3 en troisième classe, et 2+1 en première classe. Les sièges en bois de la troisième classe seront rembourrés après 1938.
L'installation électrique est l’œuvre de la Metropolitan-Vickers Electrical Company britannique et de la firme américaine Westinghouse Electric Company qui fournissent les composants d'une partie de la série (motrices et remorques) avant que la société néerlandaise Heemaf ne prenne le relai ; à titre d'essai, Siemens-Schuckert fournit les moteurs de traction d'une mC. Les motrices sont dotées de quatre moteurs de traction suspendus par le nez d'une puissance totale de 662 kW entrainant des roues à rayons. Les bogies sont de type Pennsylvania à col de cygne — sauf pour les dernières séries qui ont des bogies à balanciers — avec un empattement de 2,50 m et des boîtes d'essieux à paliers lisses, remplacées par des roulements à rouleaux après 1936.
Les cabines de conduite de certaines motrices occupent toute la largeur du véhicule ; les autres et les voitures pilotes ont une petite cabine nichée à gauche de l'intercirculation. Malgré l'emploi d'attelages à vis ordinaires avec des tampons à chaque extrémité, les rames sont prévues pour circuler en trains-blocs à compositions fixes.

### Livraison
La commande initiale porte sur :

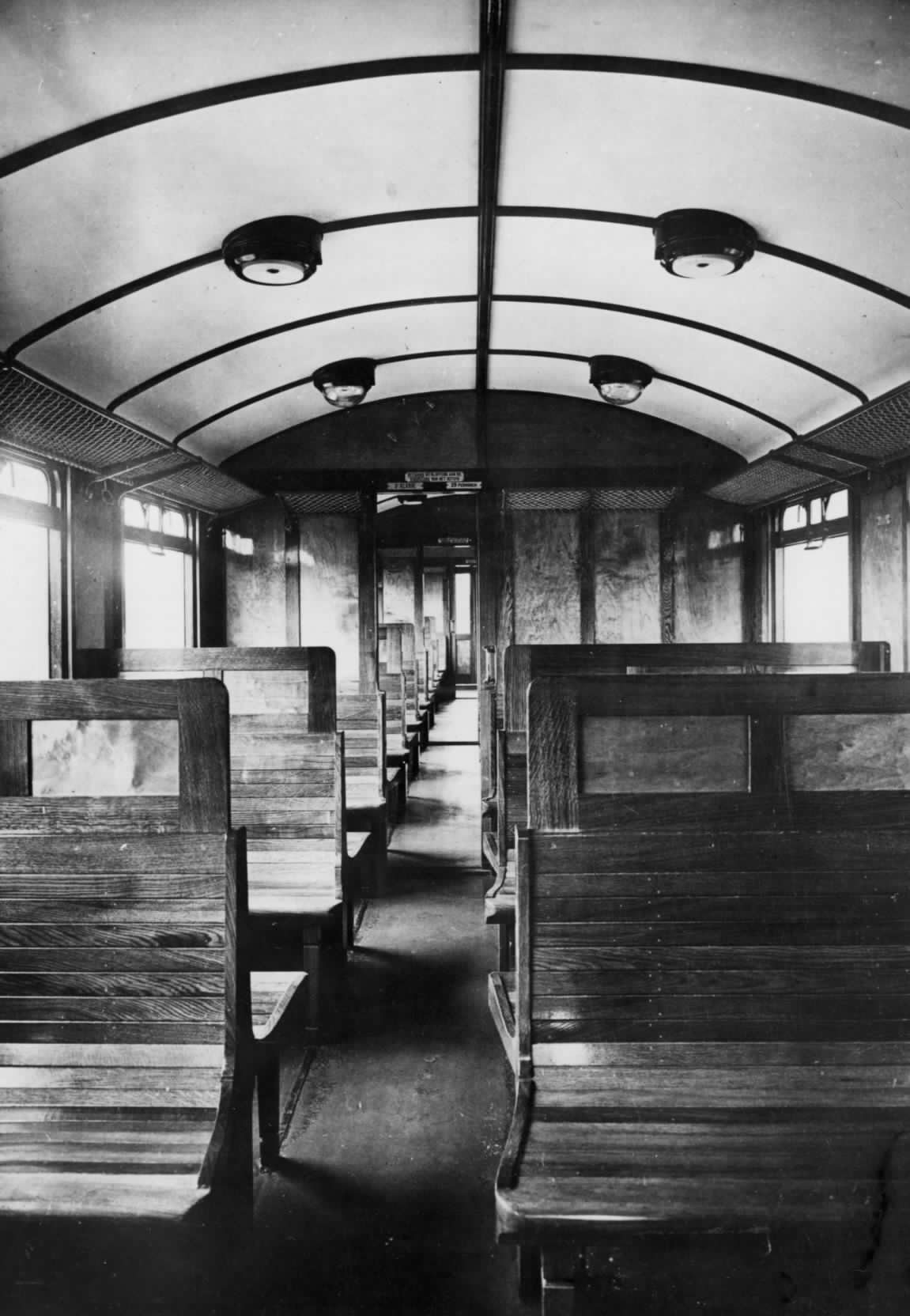
Intérieur de 3e classe en état d'origine.

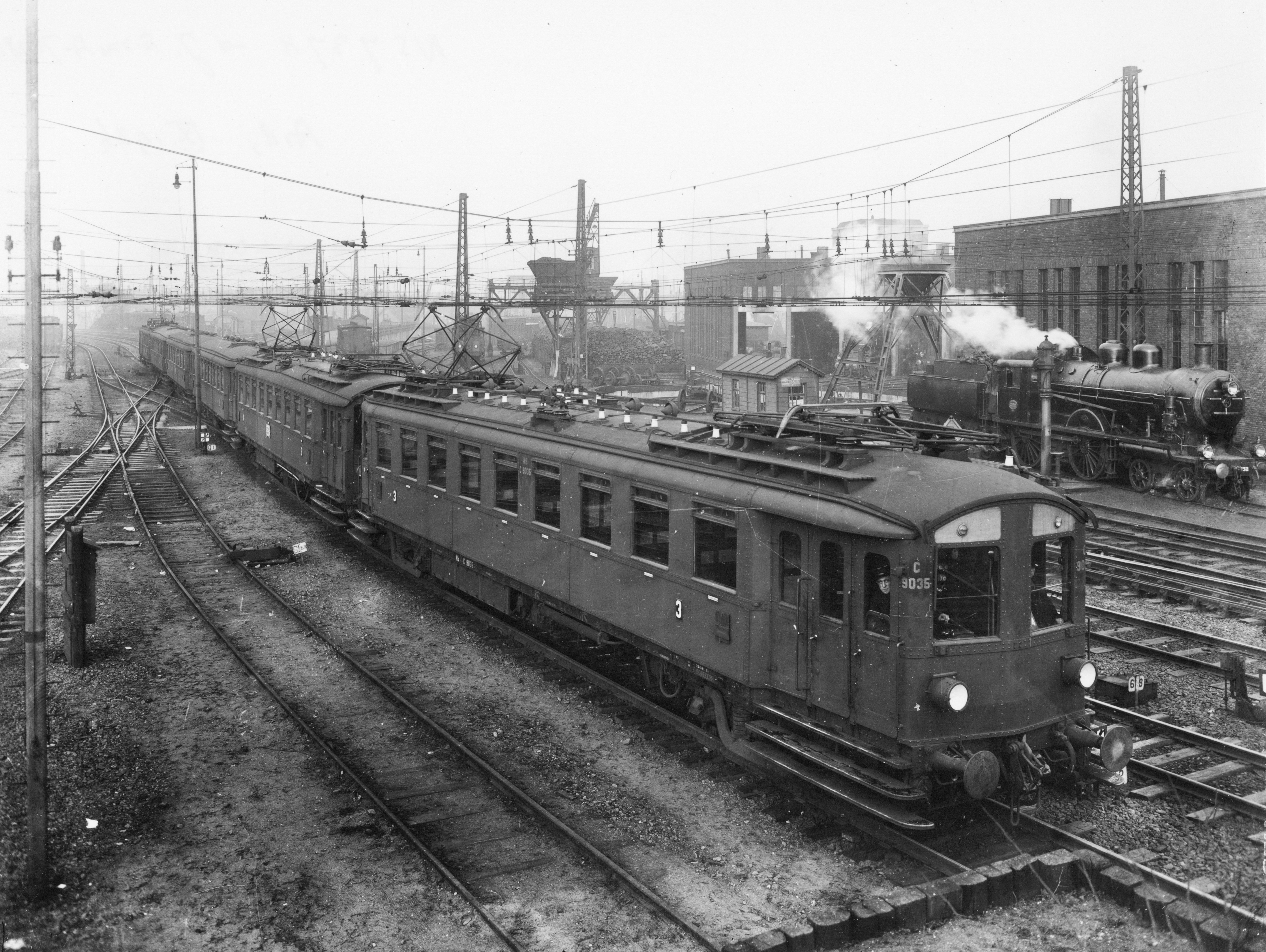
Rame à six éléments avec une mC et une mCd en tête (1936).

- des motrices mBD série 9000 avec une grande cabine de conduite et un compartiment à bagages occupant un tiers du véhicule et une salle de 40 places de 2e classe encadrée par deux plateformes ;
- des remorques Aec série 8500 avec deux salles de 24 et 18 places de 1re classe de part et d'autre d'une toilette ;
- des remorques Bec série 8500 avec deux salles de 24 et 24 places de 2e classe avec deux WC au centre, les 8503 à 8512 étant les anciennes 7500 de 1923 pourvues d'un chauffage à la vapeur qui a été déposé ;
- des remorques Cec série 8500 avec deux salles de 29 places de 3e classe, une de 30 places et une toilette ;
- des motrices mC série 9000 avec trois salles de disposition similaire (mais sans toilette) et une large cabine de conduite dont les portes d'accès extérieures sont dans la continuité du vestibule.

En service à partir de 1924, elles sont assemblées en rames de cinq véhicules (un de chaque) sur des express Amsterdam - Rotterdam, couplées par deux aux heures de pointe, et en rames de trois voitures (une mBD, une Cec et une mC) pour les omnibus sur cette même ligne. Le nombre de places assises en troisième classe étant insuffisant mais l'ajout d'une remorque non-motorisée réduisant les performances, les NS créent une nouvelle série en 1927 semblable aux motrices d’extrémité mC mais avec un soufflet d'intercirculation et un petit poste de conduite à la place : les motrices mCd série 9400.
L'arrivée de ces motrices portant la composition des express à 6 voitures, voire 7 par l'ajout d'une seconde Bec ou d'une voiture-restaurant CIWL. De nouvelles commandes des types d'origine sont passées pour compléter l'effectif de la Oude Lijn et renforcer les petites séries.
Entretemps, en 1927, les lignes entre Haarlem et Ijmuiden sont électrifiées et une petite série est commandée pour assurer des trains-navettes de deux voitures :
- les mABD 9001-9004 avec un compartiment à bagages plus petit avec une salle de 16 places de 1re classe donnant sur une salle de 2e classe ;
- les Ces 8101-8103, aménagées comme les mCd mais dépourvues de motorisation.

Ces rames, dépourvues de la moindre toilette, pouvaient être renforcées par une mC.
Une dernière commande est réalisée en 1931 pour électrifier le réseau du nord de la Hollande (Amsterdam - Alkmaar et Haarlem - Uitgeest) et donne naissance à deux types nouveaux dont le toit est en acier et non en bois :
- les mB4D 9151-9161 dotées d'un plus grand compartiment à bagages (au détriment de 8 places de 2e classe) qui utilise des portes coulissantes au lieu de deux battants ;
- les ABec 8501-8511 (24 places de chaque classe et deux WC) employant une disposition de portes différentes : deux portes simples et une double au centre.

Elles assurent des trains de quatre voitures avec une Cec et une mCd.
En 1935, afin de pouvoir exploiter les trains omnibus Amsterdam - Rotterdam en composition réduite, quatre remorques Cec sont converties en voitures-pilote, subissant une reconstruction complète en allongeant le châssis de près d'un mètre pour pouvoir positionner une cabine de conduite de même type que les mCd. Elles sont numérotées Cesc 8107-8110.
En 1938, les salles de troisième classe commencent à recevoir des sièges plus confortables que les banquettes en bois tandis que quatre Aec sont transformées en mixtes 1re/2e classe. Les compositions fluctuent et peuvent atteindre 9 voire 11 véhicules. Une voiture-postale peut être positionnée derrière la motrice de queue.

### Carrière et services effectués
La ligne d'Amsterdam à Rotterdam est la première ligne des Pays-Bas électrifiée en 1 500 V courant continu, en commençant par la quinzaine de kilomètres entre Leyde et la Haye en 1924 ; elle est sous tension sur toute sa longueur en avril-mai 1927.
Utilisées sur toutes les lignes électrifiées par les NS avant le milieu des années 1930, elles peuvent aussi être aperçues sur la ligne de la Hofplein après sa ré-électrification en 1926. Leur aspect très carré leur vaut le surnom de « Blokkendoos » (boîtes de blocs) évoquant les blocs de construction en bois des jeux d'enfants. Leur confort, supérieur à celui des véhicules en bois, reste néanmoins frugal tandis que leur construction avec une caisse acier riveté boulonnée sur un massif châssis dégrade les performances. Les NS cherchent donc à mettre au point de nouvelles automotrices pour les électrifications futures.
En 1932, les Chemins de fer allemands (DR) mettent en service le premier Fliegender Hamburger (de) (hambourgeois volant) : un autorail articulé à moteur thermique et transmission électrique avec une caisse aérodynamique employant la soudure au lieu du rivetage. Les NS font immédiatement réaliser leurs propres autorails sous la forme des 40 Mat '34 qui reprennent l'avant fuselé et les matériaux légers mais proposent aussi des places assises de troisième classe, sur des banquettes rembourrées.
Toutes les automotrices électriques mises en service de 1935 à 1962 seront directement inspirées des autorails diesel de 1934. La première génération (Mat '35 prototypes et Mat '36 courtes) ont la même puissance que les motrices Mat '24 mais la construction allégée et la suppression d'un bogie porteur permettent une vitesse de pointe et des accélérations plus importantes.
En 1940, les Blokkendoos sont toujours concentrées sur les lignes qui les ont vu naître — les nouvelles automotrices circulent en priorité sur les nouvelles lignes électrifiées — mais la Seconde Guerre mondiale va bouleverser cette répartition et entraîner la perte de nombreux véhicules. 12 motrices et 13 remorques auraient été détruites par faits de guerre ou non restituées par les pays où elles se trouvaient lors de la capitulation allemande ; les Chemins de fer Est-Allemands en employaient encore dans les années 1960.
Pendant l'occupation, le manque chronique de locomotives à vapeur et de combustible entraîne l'utilisation de motrices Blokkendoos pour la traction de trains de marchandises. Utilisées par trois, elles peuvent tracter une cinquantaine de wagons de fret. À l'inverse, face au manque de pièces, plusieurs motrices ont été démotorisées et utilisées comme remorques pendant la guerre.

Au lendemain du conflit, le réseau électrique est souvent inopérable et l'équipement de traction de plusieurs motrices doit être réinstallé. Afin de se substituer aux compartiments à bagages trop petits ou inexistants des motrices, huit wagons à marchandises en bois à trois essieux sont modifiés en remorques-fourgon. Un certain nombre de mBD et mB4D ont été déclassées en troisième classe, devenant des mCD.

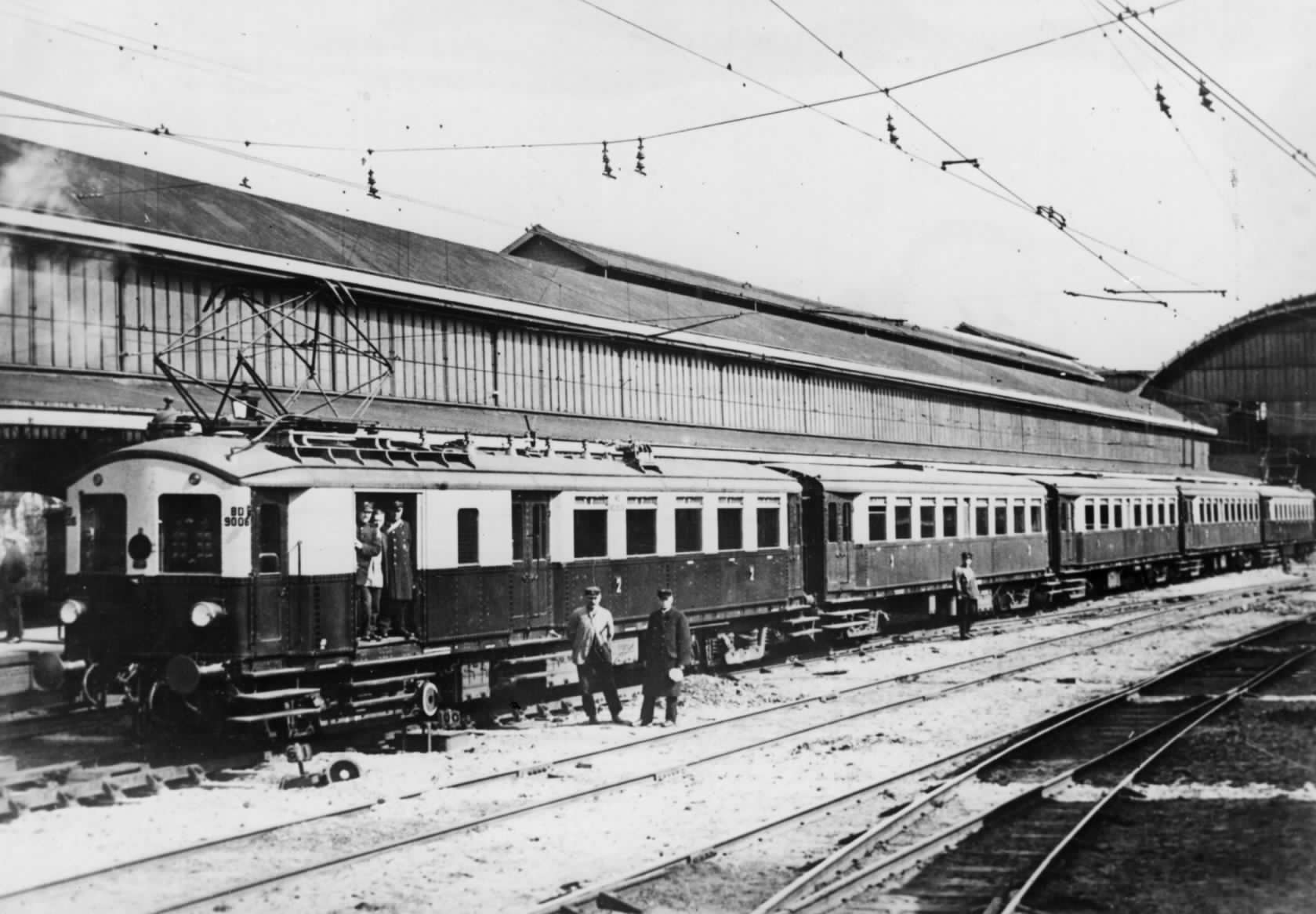
Rame de cinq éléments à Haarlem.
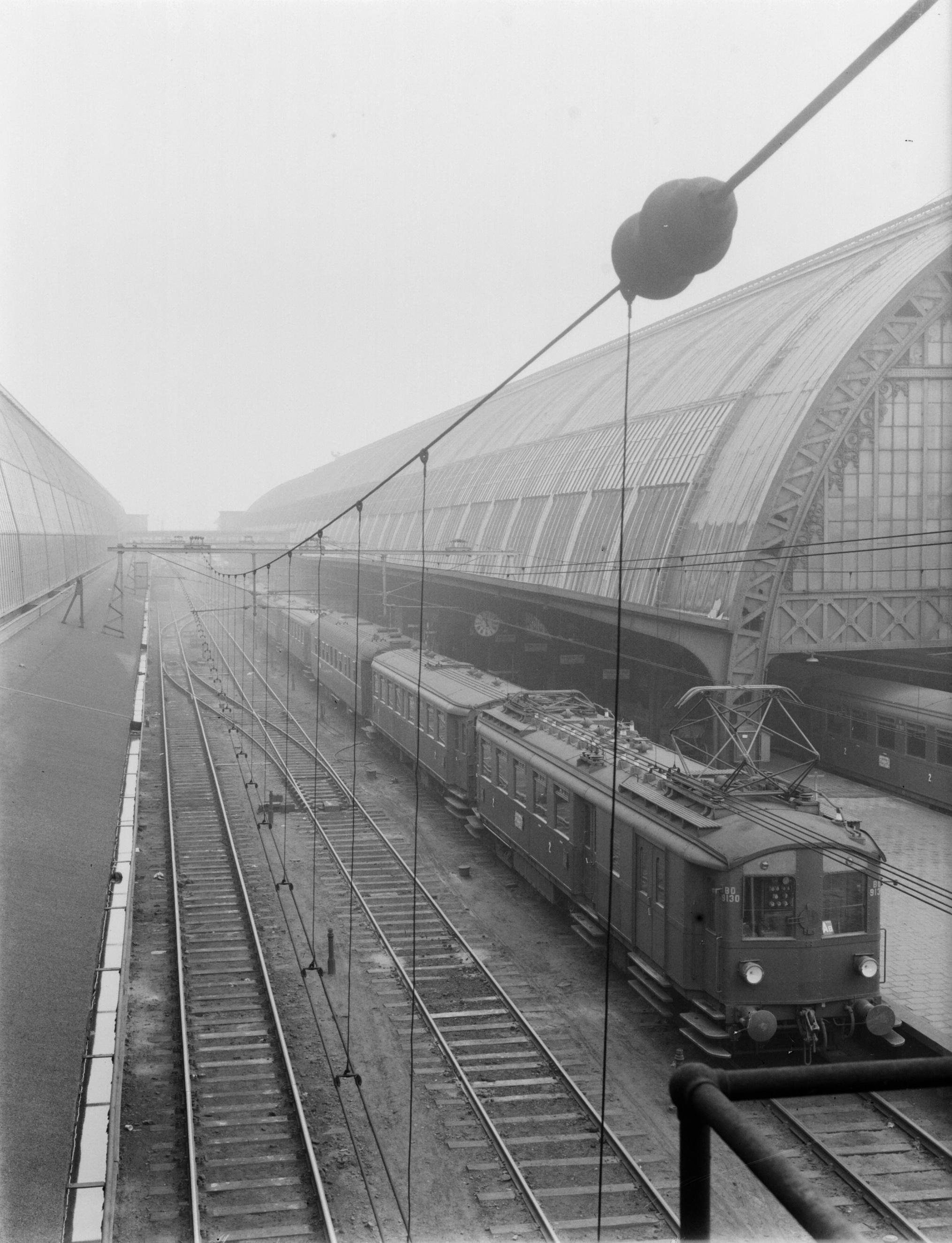
Rame incorporant une voiture-restaurant CIWL.
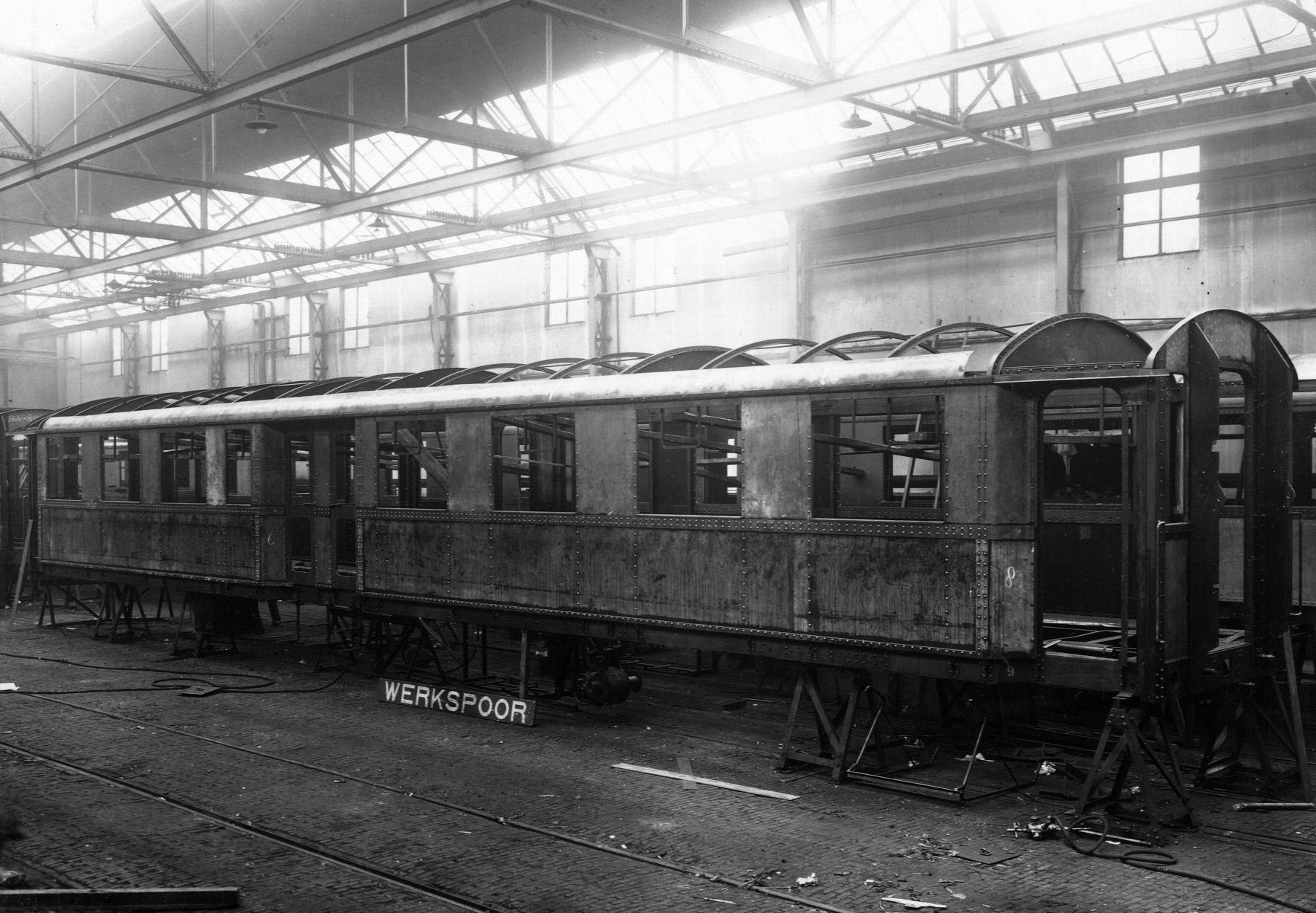
ABec en cours de construction.
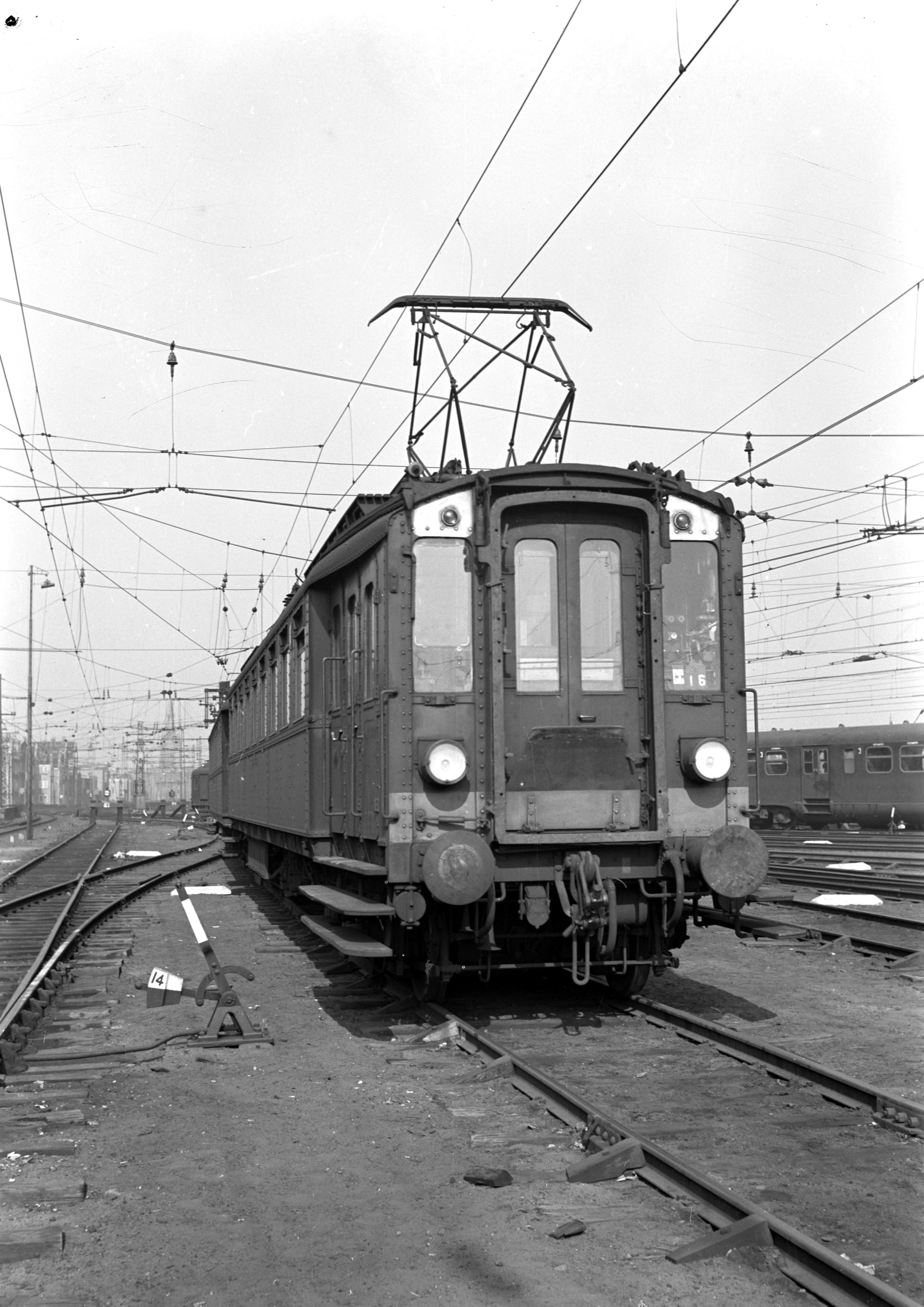
Face avant d'une mCd.
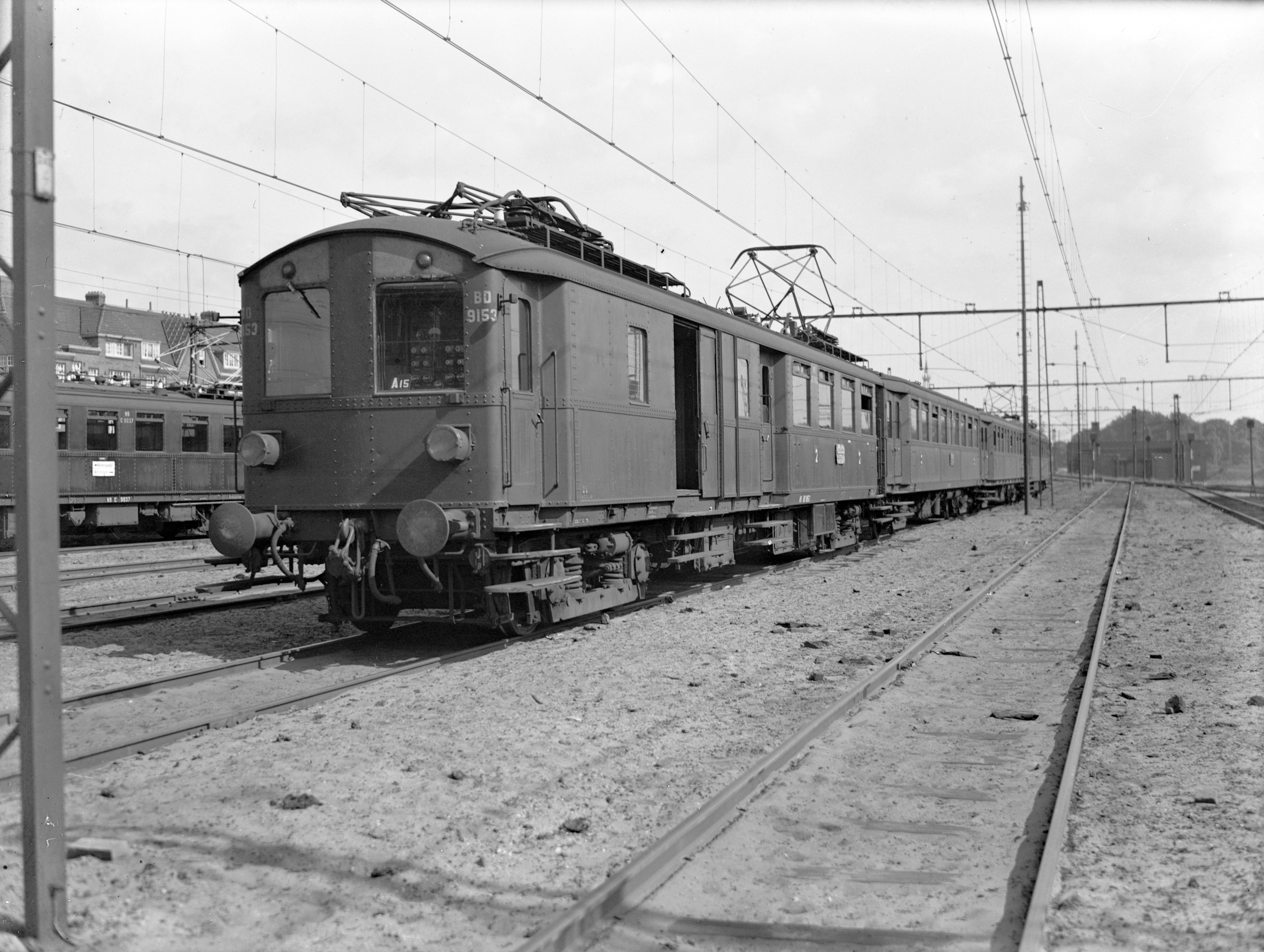
mB4D en 1946.
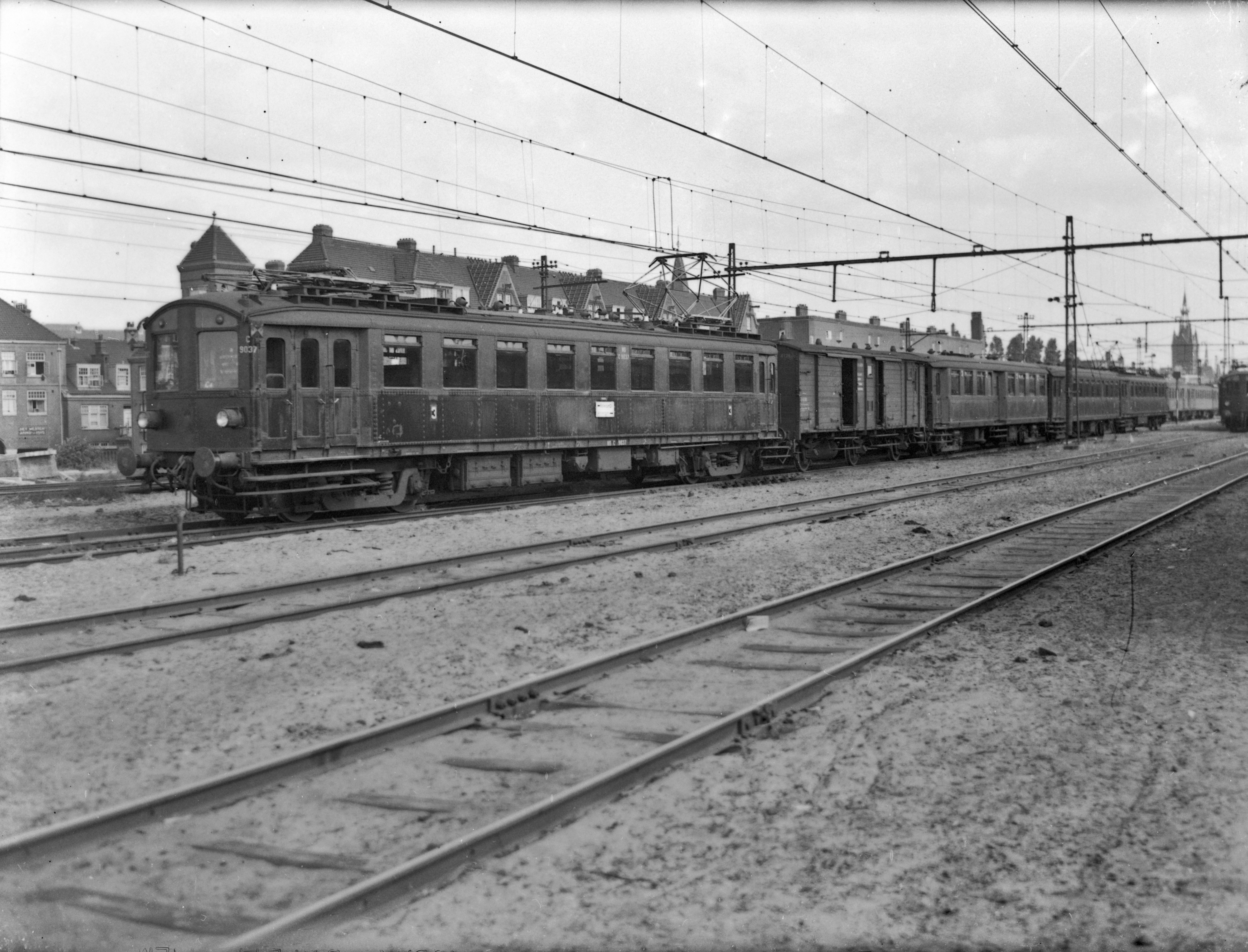
Composition avec un fourgon en bois à essieux (1946).
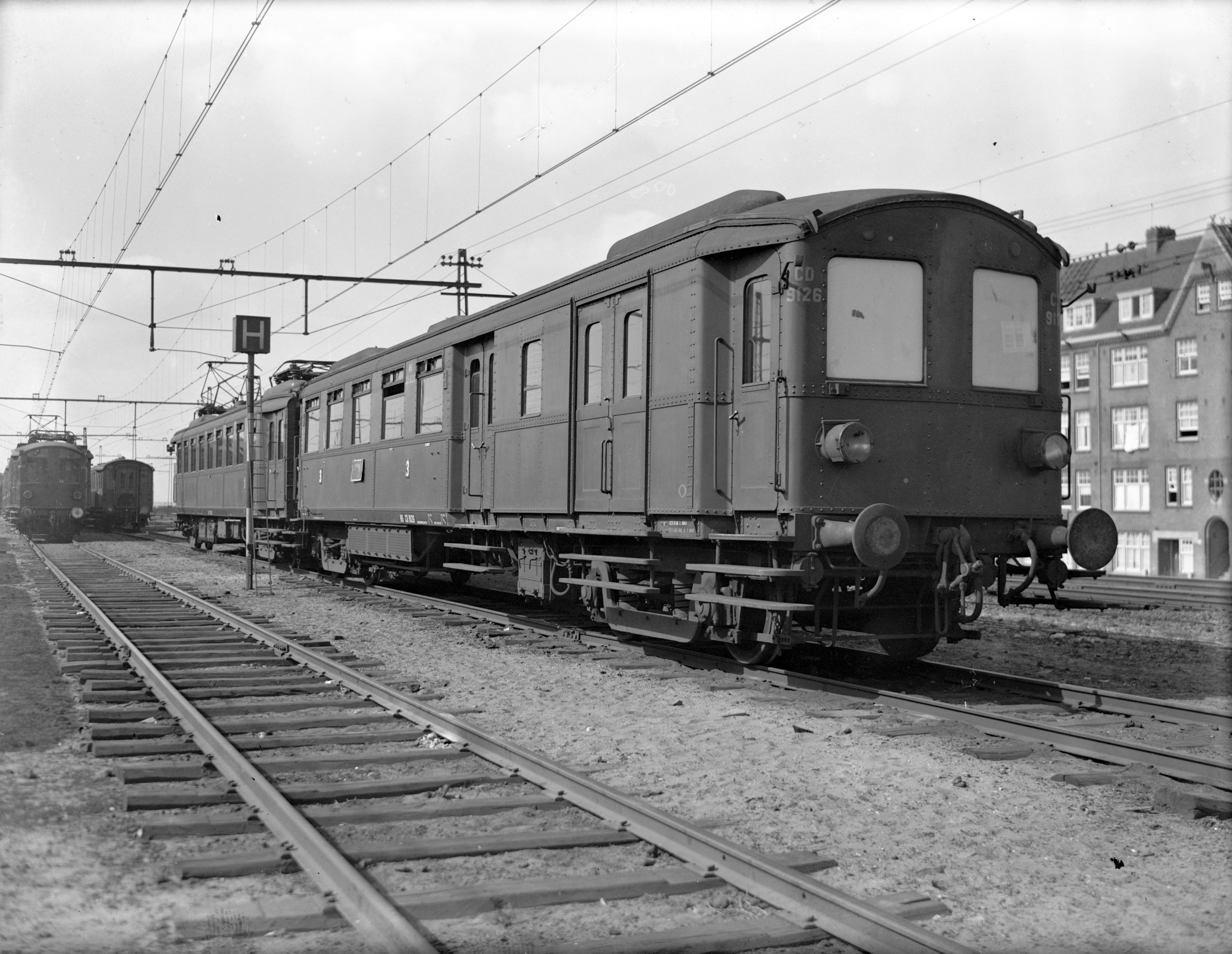
mBD 9126 transformée en remorque de 3e classe durant la guerre.
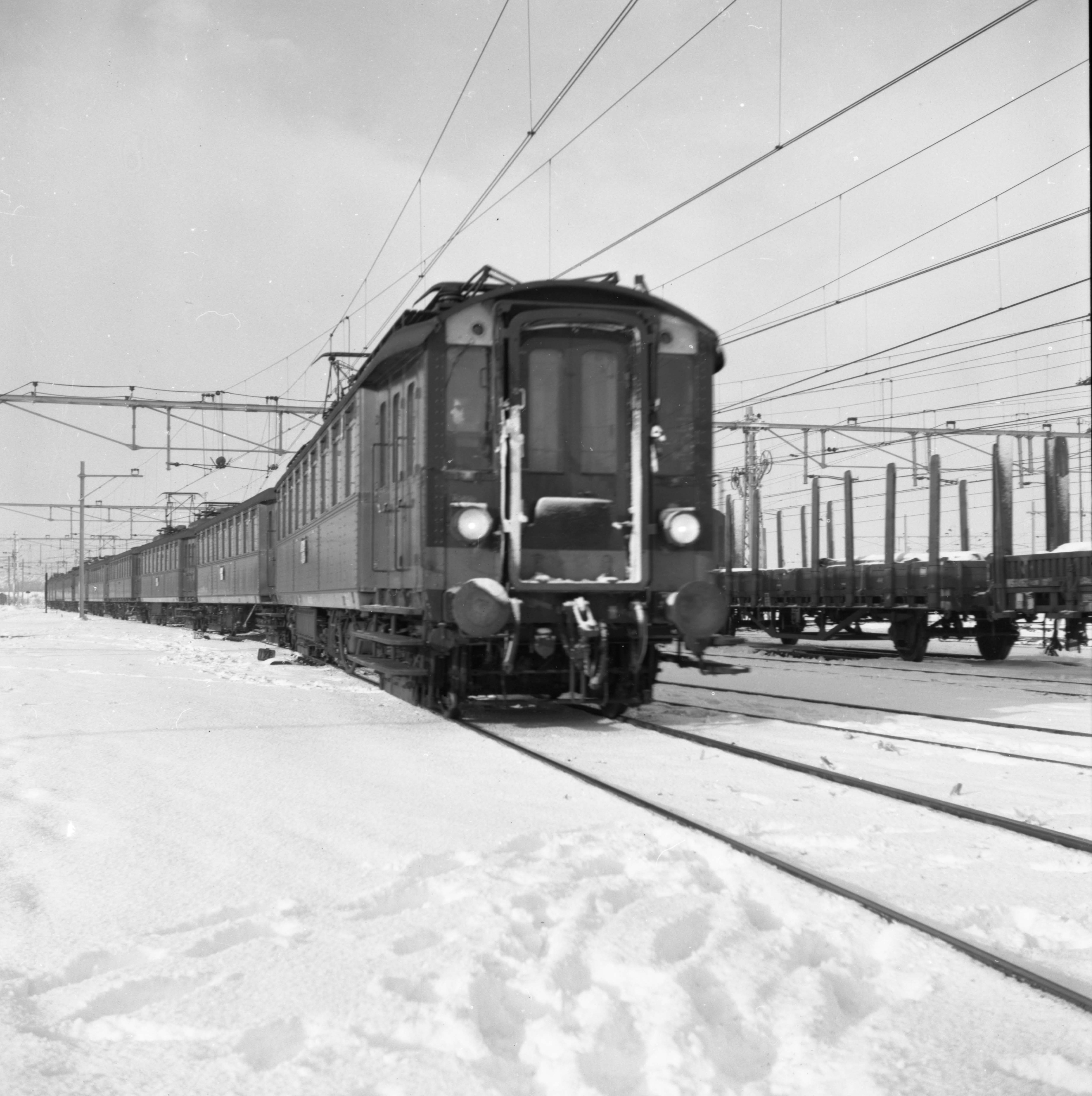
Longue rame avec une mCd en livrée finale à bande rouge.
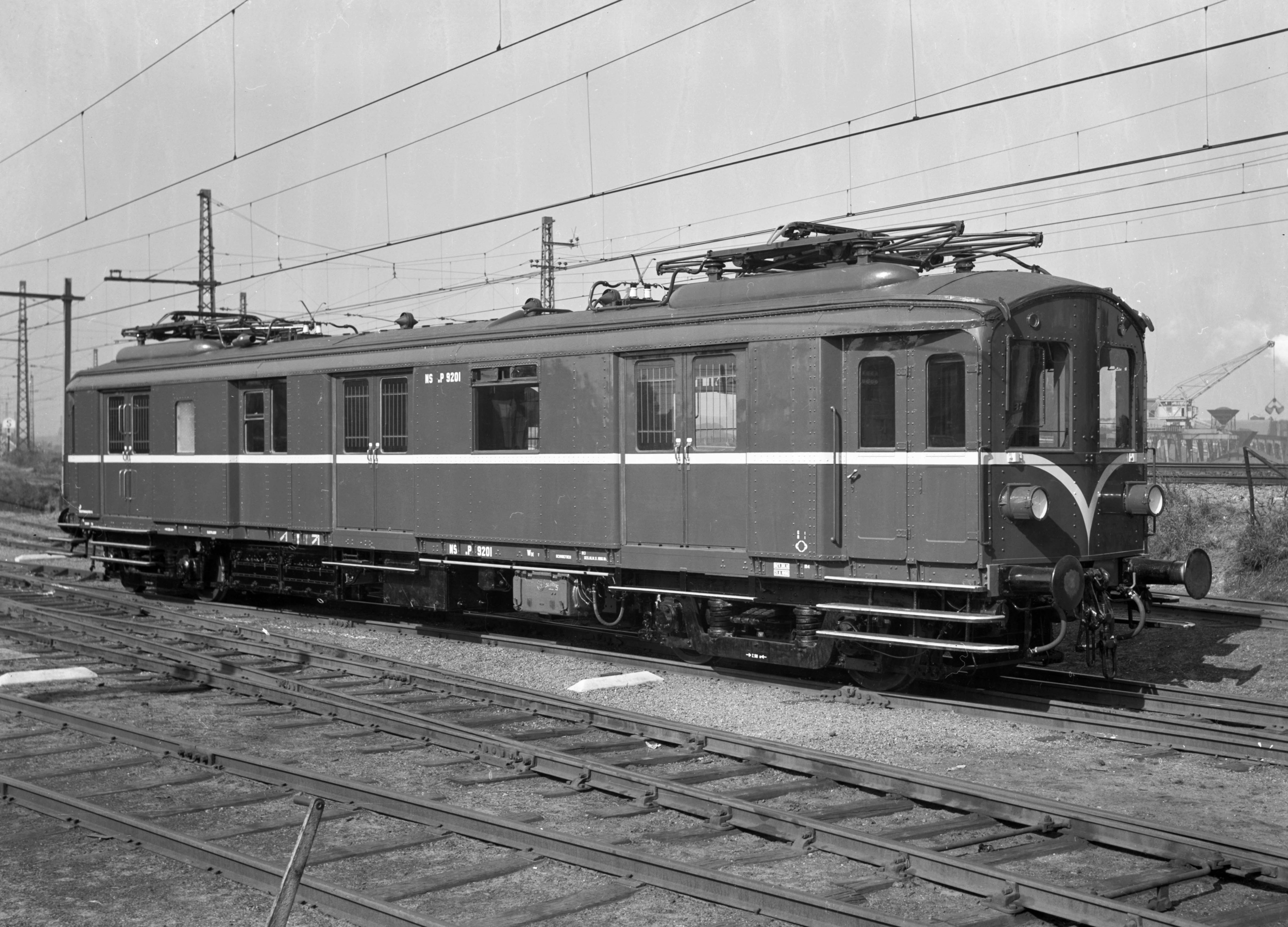
La 9201 postale, ex mBD 9016.

### Fin de carrière
La commande des nouvelles automotrices Mat '46 livrées de 1949 à 1952 et le déplacement vers d'autres services commence à entamer le terrain d'action des automotrices Blokkendoos. Avec la livraison des automotrices Mat '54 et l'accroissement du nombre de locomotives électriques et de voitures de passagers, les NS disposent désormais d'assez de matériel pour mettre fin aux dernières circulations passagers d'automotrices Mat '24.
De 1955 à 1956, une première vague de rénovations a lieu, complétée avec la radiation des dernières rames de passagers en 1959 :
- treize mBD sont converties en motrices postales (mP), numérotées 9201-9213, les trois dernières étant les ex-169301-303 ;
- huit mB4D deviennent les motrices postales 9221-9228, les deux dernières étant auparavant les 169304-305 ;
- les quatre ex-mABD deviennent les mP 9231-3234 ;
- trois ex-mBD sont converties en motrices de convoyage mK puis mDW 169301 à 303, 307, 308 et 310, tout comme deux ex-mB4D (169304-305) et quatre mC (169306 à 309), elles ajoutent leur capacité de traction aux trains postaux sans être équipées d'un aménagement intérieur spécifique ;
- 54 remorques Cec, deux Ces et huit Bec deviennent des voitures de deuxième classe ;
- vingt Aec deviennent des voitures de première classe ;
- neuf ABec à accès central et treize Bec déjà converties ou non en remorques mixtes servent de voitures de première et deuxième classe ;
- 36 mCd et 51 mC sont démotorisées et deviennent des voitures de deuxième classe identiques aux deux ex-Ces ;
- huit mBD perdent leur motorisation, devenant des voitures de deuxième classe avec compartiment à bagages.

La transformation des motrices et remorques-pilotes en simple voitures s'accompagne par une suppression de la cabine, la porte du conducteur devenant un accès pour les passagers. Les cabines intégrales des ex-mC et mBD sont réinstallées à l'arrière des automotrices postales et de service, les rendant bidirectionnelles. Les voitures à voyageurs Mat '24 conservent leur chauffage électrique, avec des câblots harmonisés avec le reste du matériel remorqué. L'absence de chauffage vapeur, ce qui est également le cas des autres voitures NS du service intérieur, ne leur permet pas de circuler en hiver avec les locomotives à vapeur, qui s'éteignent fin 1957 ni avec celles à traction diesel, majoritairement affectées au trafic des marchandises.
L'arrivée de nouvelles voitures et automotrices rendra les 120 voitures ex-Blokkendoos superflues à leur tour. Il en reste 30 vers 1970 qui sont retirées de la circulation au plus tard en 1972.
Premier matériel automoteur spécialement conçu pour le transport de courrier aux Pays-Bas, les 25 motrices mP sont remplacées en 1965-1966 par 35 rames Motorpost neuves, dont la puissance accrue permet de remorquer davantage de wagons postaux.
Plusieurs motrices mK / mDW sont prestement converties en motrices postales aménagées. Les quatre dernières mDW sont radiées en 1967. Les 169306 et 169310 sont toutefois réactivées pour servir à l'instruction des conducteurs. Elles ne sont radiées qu'en 1981.
Les ex-postales 9201, 9204 et 9225 ont été converties pour tester de nouveaux équipements de service dont des Thyristors pour les nouvelles automotrices. Le programme d’essais est arrêté vers 1976 mais l'ex-9204 surnommée "Jules" est alors sélectionnée pour le contrôle des installations ATB (la 9233 avait rempli le même rôle). Dernière motrice de la série en service commercial, elle est retirée de la circulation en 1992. Des remorques ou motrices dépourvues de moyens de traction ont également rempli des rôles divers en tant que véhicules de service.

### Accidents
Les automotrices et voitures Mat '24 ont été impliqués dans 5 accidents majeurs :
- Le 16 décembre 1940, un train de 50 wagons de charbon remorqué par trois "Blokkendozen" déraille près de Leidschendam à la suite de la rupture d'une roue et est percuté par un train de neuf éléments Mat '24 avec la mBD 9121 en tête reliant Amsterdam à la Haye ; le conducteur est tué[5].
- Le 12 décembre 1941, un train d'Amsterdam à Dordrecht approchant de Schiedam est envoyé par erreur sur une section de voie occupée par un train de marchandises en panne. La collision survient sur un pont enjambant un petit canal et la mBD 9126 tombe partiellement dans l'eau[6].
- Le 24 novembre 1943, une rame de huit éléments avec la mCd 9442 en tête transportant des ouvriers de Hoek van Holland à Rotterdam percute des obstacles en béton de la fortification Widerstandsnest 27 qui ont été renversés sur la voie par le vent. Le bilan est de neuf blessés et deux ou trois tués.
- Le 16 juin 1950 près d'Utrecht, un incendie se déclare à bord d'une rame de sept véhicules circulant de Hilversum à Arnhem à la suite de l'échauffement d'un essieu. Les ABec 8501 et mCD 9153 sont détruites mais par chance aucun voyageur n'est blessé ; le train transportait 300 écoliers en sortie scolaire[7].
- La rame postale 9224 est envoyée à la démolition après un tamponnement à Rotterdam en 1961 et la 9227 est radiée en 1966 après avoir percuté le heurtoir en fin de voie ;
- Une rame constituée d'une locomotive série 1100 tractant quatre voitures Blokkendoos de seconde classe, de six voitures plan E et d'une plan K est impliquée dans la catastrophe ferroviaire d'Harmelen (nl) le 8 janvier 1962. Le train express reliant Leeuwarden à Rotterdam percute de plein fouet un train omnibus composé de deux Mat '46 causant la pire catastrophe ferroviaire de l'histoire des Pays-Bas (93 morts et 52 blessés). La voiture 5710, une ex-Cec se trouvait juste derrière la locomotive et a fait partie des véhicules entièrement détruits[8].

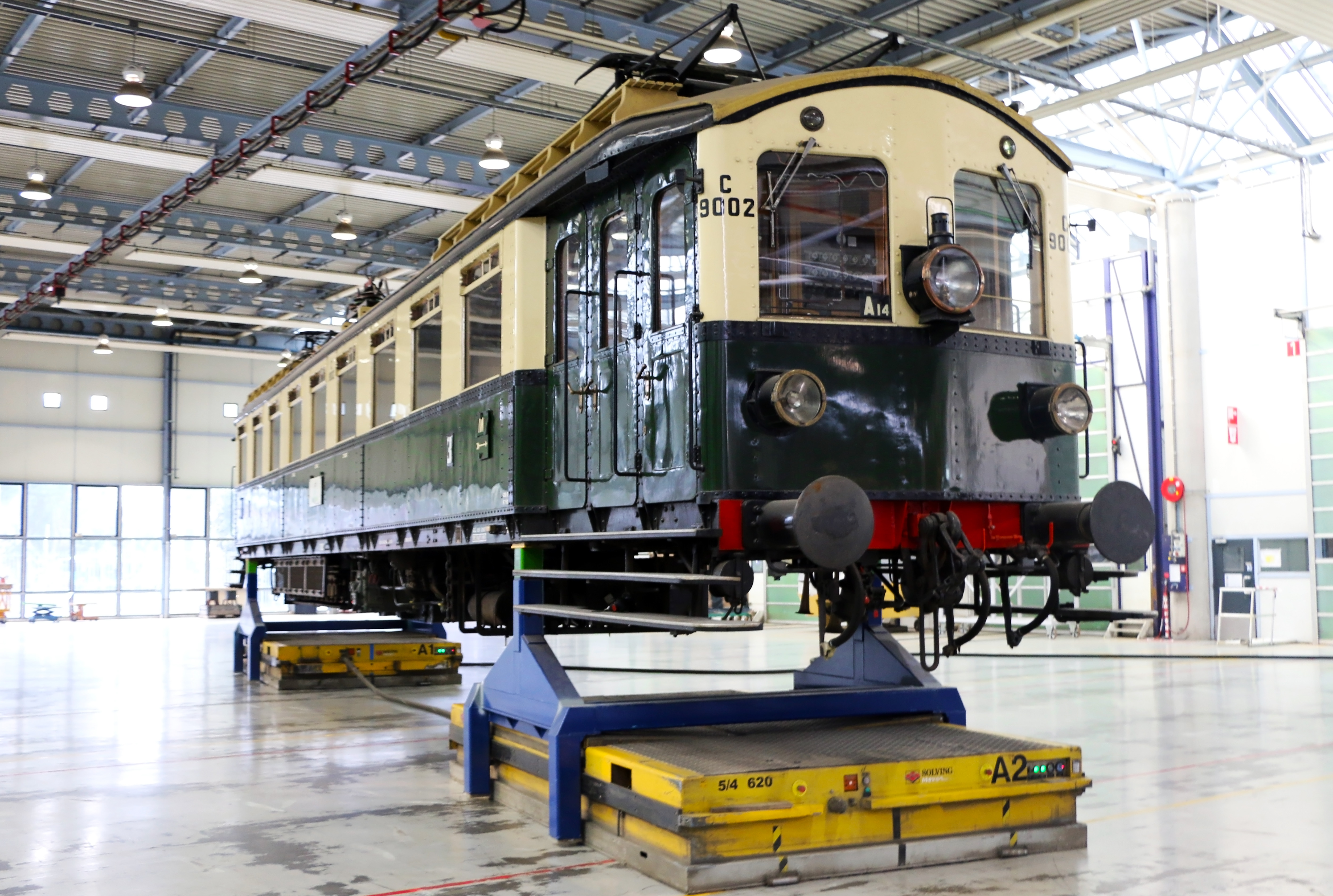
Motrice 9002 en cours de restauration en 2014.
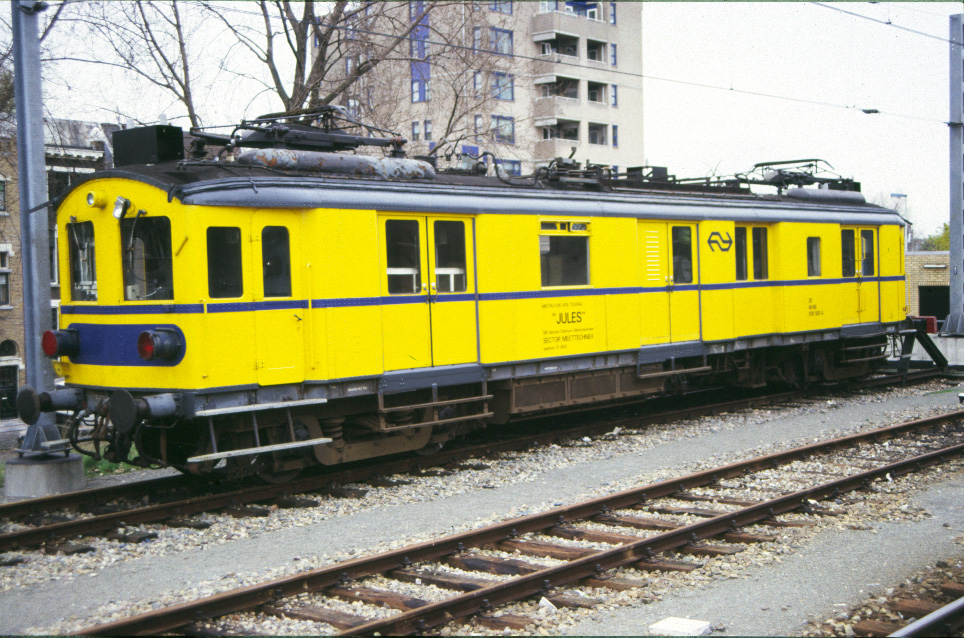
Motrice de service « Jules » en 1990.
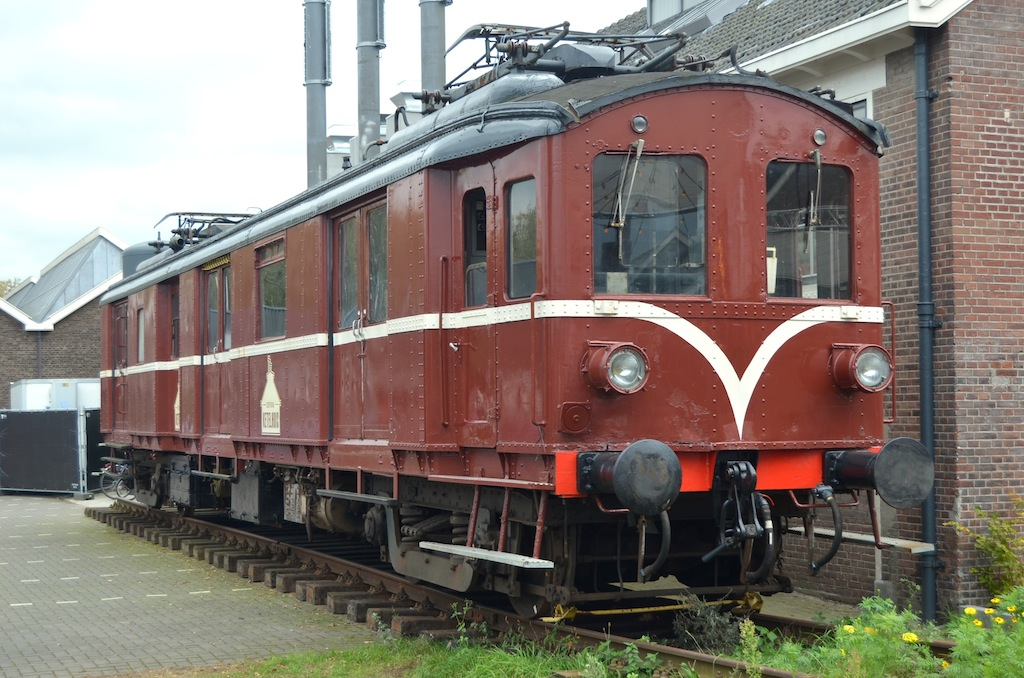
La même en 2014 en livrée postale.
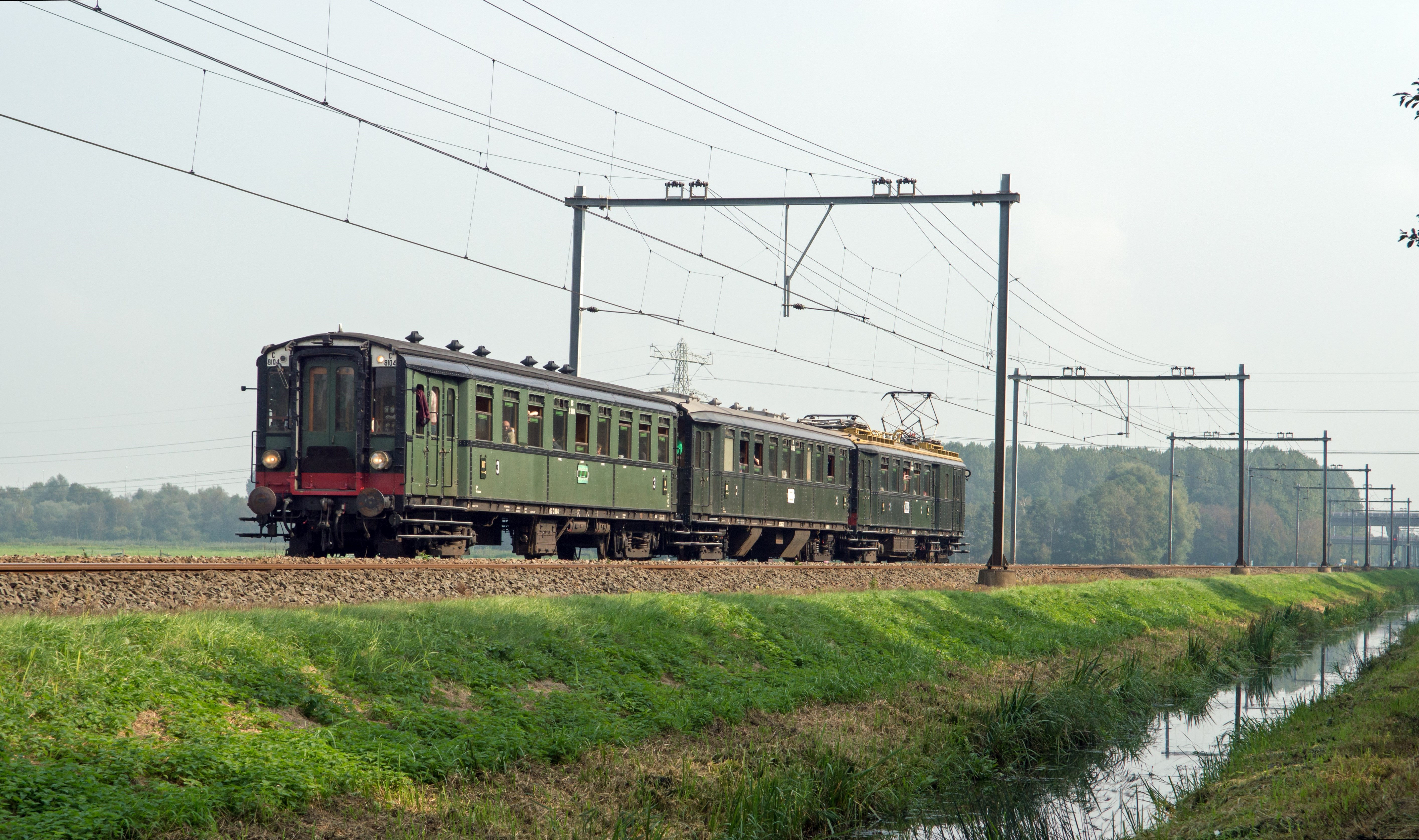
Parcours historique avec la 8014 et la 9017.
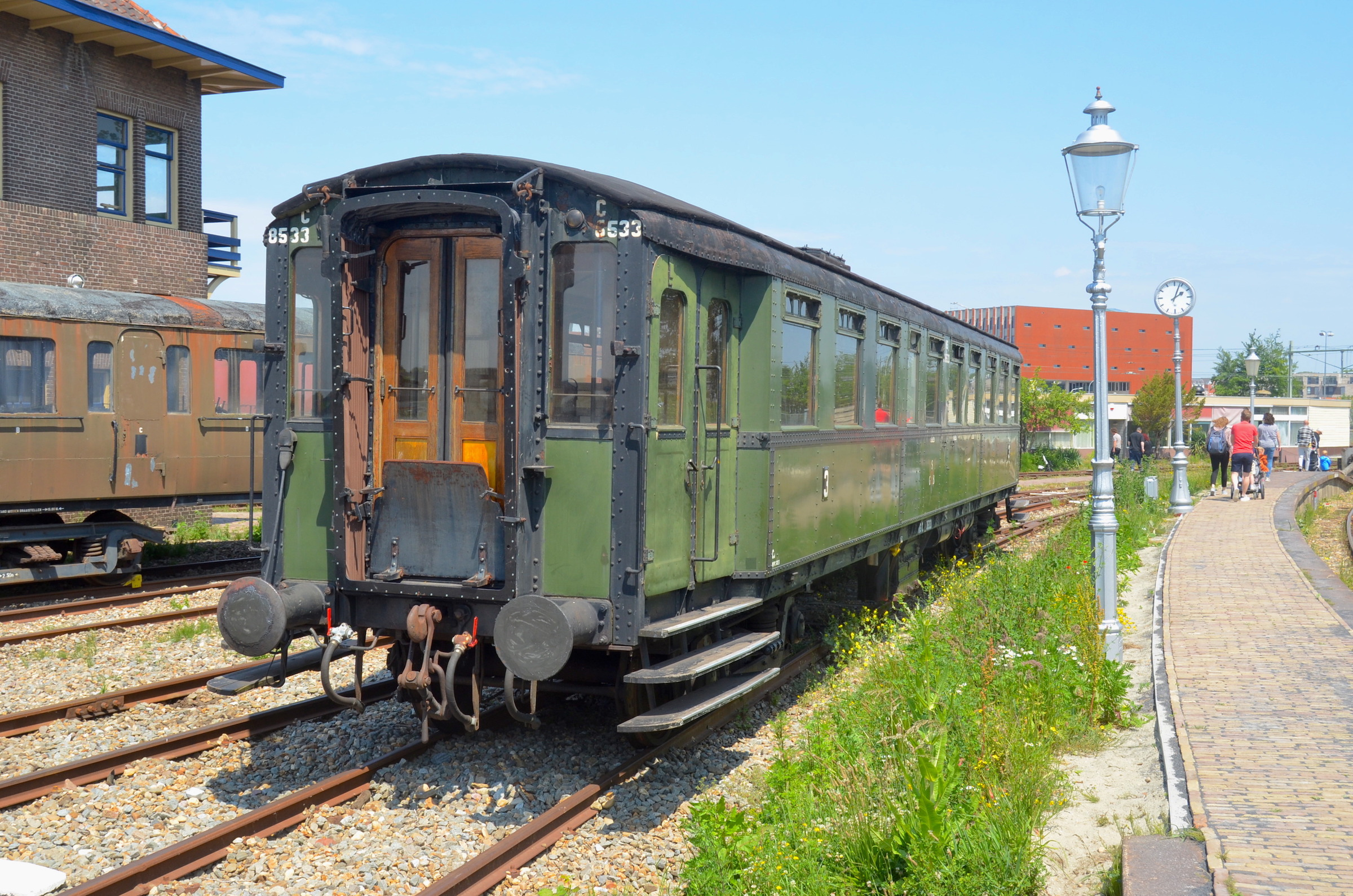
La Cec 8533.
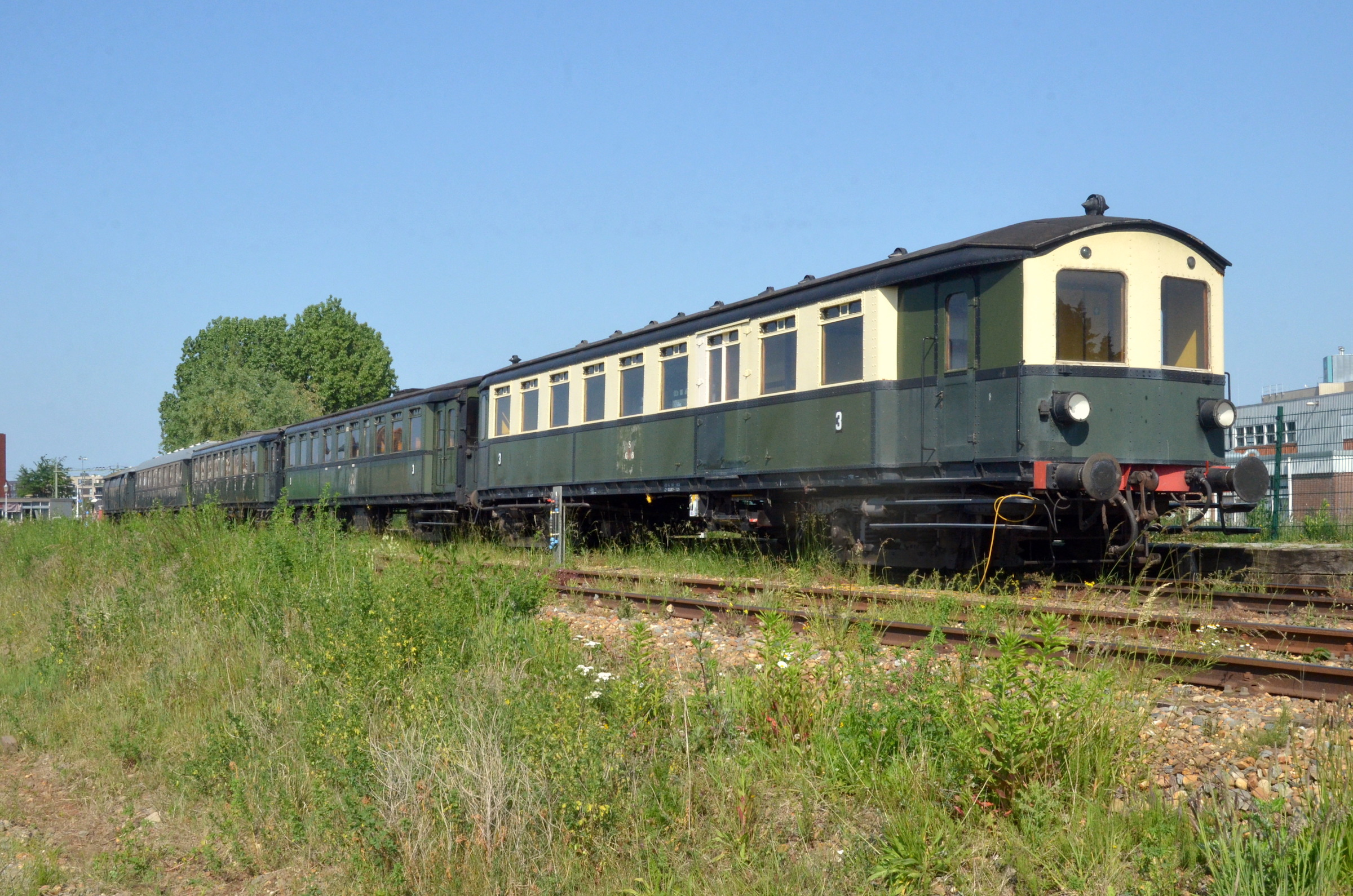
La mC 9015 démotorisée.
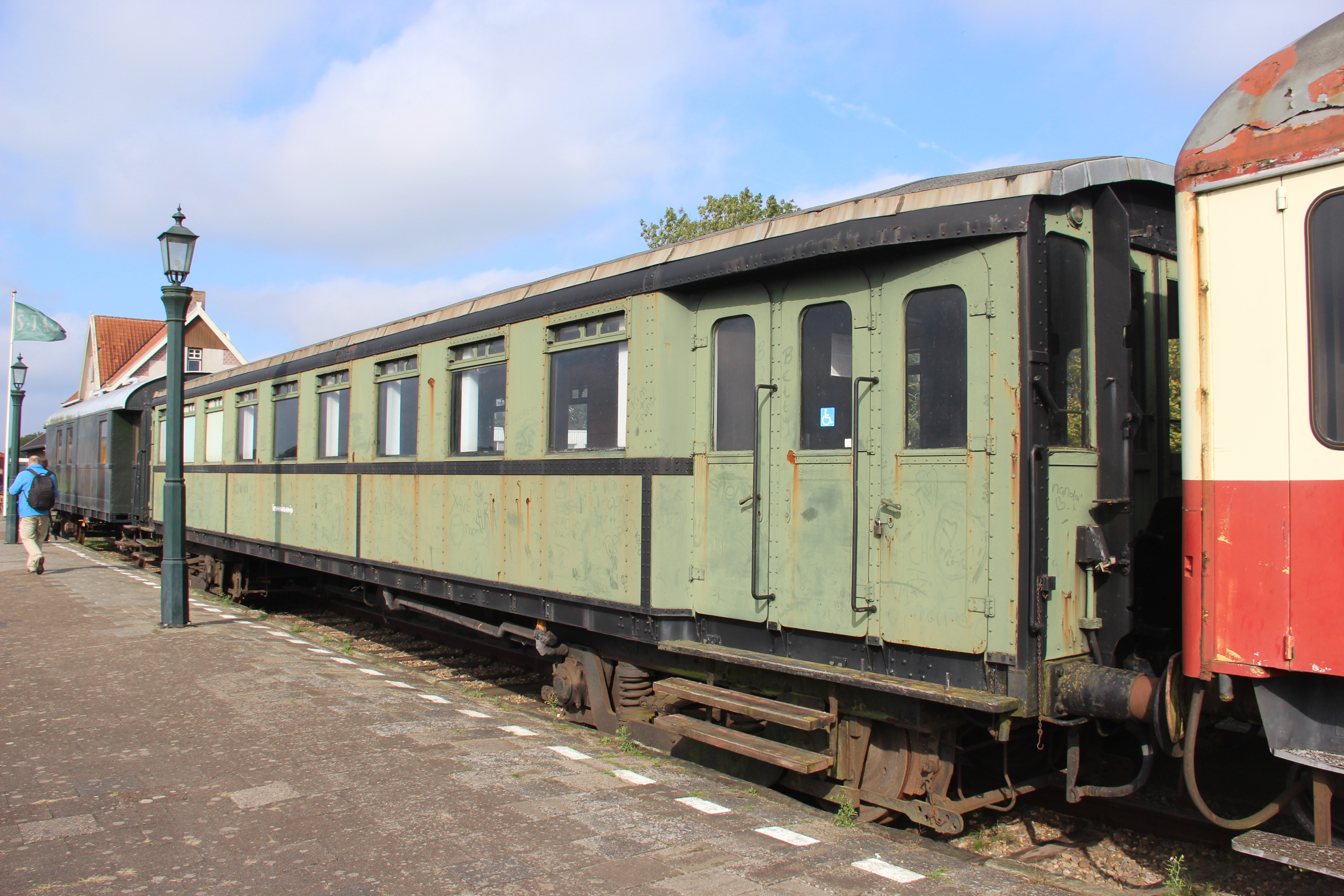
La mC 9014 transformée en voiture.
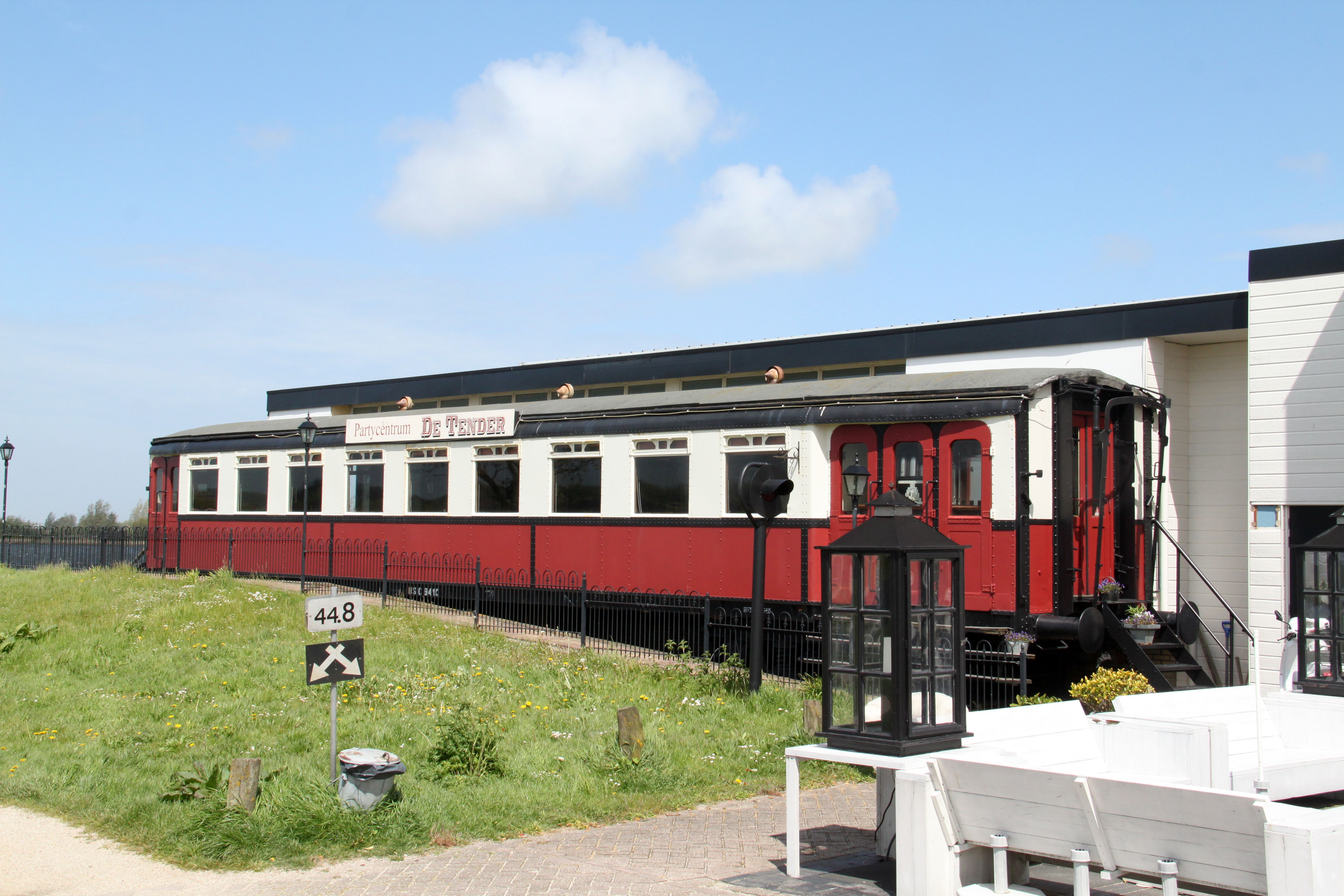
La 9410, une ex mCd aménagée en salle de fêtes.

### Préservation
Un total de 23 véhicules sont préservés aux Pays-Bas (plusieurs autres avaient été sauvegardés par des associations mais ont depuis été démolis) :
- La motrice mC 9002 est l'ex-mDW postale 169306 ,seule motrice de troisième classe des séries mC / mCd à ne pas avoir été démotorisée, a appartenu à l'association STIBANS et roule désormais pour l'association 2454 CREW[10]. Restaurée en état de marche dans sa livrée d'origine après avoir servi de véhicule d'instruction surnommé "Jaap", elle conserve un poste de conduite étroit à l'arrière pour pouvoir circuler en solo ;
- La motrice mBD 9107 qui avait été transformée en remorque pour l'instruction du personnel a été remotorisée et restaurée dans son état des années 1930 pour assurer des parcours historiques organisés par le Musée national des chemins de fer néerlandais lesquels possèdent également la Cec 8533 et la remorque pilote 8104, ex-mC 9411 démotorisée dans les années 1950, pourvue d'un poste de conduite façon mCd ou Ces ;
- La 9204 "Jules" (ex-mBD 9006) est préservée à Amersfoort et n'est pas en état de marche, une partie de ses équipements ont servi à la remise en état de la 9002 ; la même association a récupéré l'ex-mBD 9021, une autre postale transformée en voiture de service[11] ;
- La 169309, qui a commencé sa vie comme mC 9037, est placée à l'entrée d'un camping à Eext à l'emplacement d'une ancienne gare où se trouvent aussi les Aec 8514 et Cec 8512[12] ;
- L'ex-mC 9410 transformée en voiture à voyageurs a fait partie des voitures ex-NS de l'association Hoogovens Stoom IJmuiden ; elle a depuis été transformée en salle des fêtes ;
- Les ex-mC 9014 et 9029 autrefois utilisées comme magasin de souvenirs au musée d'Utrecht ont connu divers propriétaires ; seule rescapée des deux, la 9014 est à nouveau mise en vente en 2022 ;
- La Veluwsche Stoomtrein Maatschappij possède en 2023 sept voitures en état de marche ou statiques, trois Bec et quatre Cec ;
- Le Stoomtrein Goes-Borsele possède trois Cec, une voiture B de 1923 restaurée en état d'origine[13] et l'ex mC 9015 partiellement restaurée en état d'origine mais démotorisée et conservant des portes de chargement modernes ;
- l'ex-mCd 9443 qui a roulé pour le SGB sert maintenant d'hébergement dans le camping urbain de Tilbourg[14].

### Livrées
Les véhicules livrés à partir de 1928 sont peints en vert olive uni au lieu de la livrée bicolore vert et crème des rames d'origine qui disparaît rapidement. Pour améliorer la visibilité, une petite zone de couleur claire est maintenue au-dessus de chaque pare-brise.
À partir de 1956, plusieurs véhicules endossent la livrée vert gazon avec liseré rouge à la jointure entre le châssis noir et la caisse. Rapidement, les remorques affectées aux rames tractées sont repeintes dans la livrée NS bleu foncé à filet chamois des voitures à voyageurs. On pouvait toutefois voir des remorques bleues insérées dans des trains d'automotrices ou quelques remorques encore vertes dans les trains tractées par une locomotive électrique.
Les motrices réutilisées comme rames postales ou matériel de service ont été peintes avec le même brun-rouge que les locomotives diesel de l'époque. La motrice ATB "Jaap" a été peinte en jaune avec des liserés bleus.
Parmi les véhicules conservés par des associations ou utilisés comme locaux fixes, plusieurs portent des livrées de fantaisie.